# Orihuela CF
Orihuela CF is een Spaanse voetbalclub. Thuisstadion is het Los Arcos in Orihuela in de autonome regio Valencia. 

## Historie
De historie van Orihuela CF is nog vrij beperkt omdat de club in 1993 is ontstaan uit een fusie tussen Atlético Orihuela en Orihuela Deportiva CF. Het komt ook pas in 1997 voor het eerst in de Tercera División, het toenmalige vierde niveau van het Spaanse voetbal, uit. De club is in haar korte bestaan vrij succesvol in deze competitie en na het kampioenschap in seizoen 2005-2006, komt Orihuela CF voor de tweede keer uit in de Segunda División B.  Daar kwam einde het seizoen 2012-2013 weer een einde aan met de degradatie naar het vierde niveau van het Spaanse voetbal. In 2019 promoveerde de club naar de Segunda División B.  Tijdens het overgangsjaar 2020-2021 beleefde de ploeg een heel moeilijk seizoen, zodat het terechtkwam in de Tercera División RFEF oftwel het nieuwe vijfde niveau van het Spaanse voetbal.

## Gewonnen prijzen
- Tercera División: 1998/99, 2001/02, 2005/06, 2018/19

## Bekende spelers
- Shapoul Ali
- Óscar Álvarez
- Mees de Wit

CD Alcoyano ·
Atzeneta UE ·
FC Andorra ·
CF Badalona ·
FC Barcelona Atlètic ·
UE Cornellà ·
RCD Espanyol B ·
Gimnàstic · 
Hércules CF · 
UD Ibiza ·
CF La Nucía ·
Atlético Levante UD ·
CE L'Hospitalet ·
UE Llagostera ·
Club Lleida Esportiu · 
UE Olot · 
Orihuela CF ·
SCR Peña Deportiva ·
AE Prat ·
Valencia CF Mestalla · 
Villarreal CF B ·